# Dioscorea oppositifolia
Dioscorea oppositifolia es un tubérculo de la especie dioscorea originaria de Asia. En Japón y su gastronomía se le conoce Nagaimo.

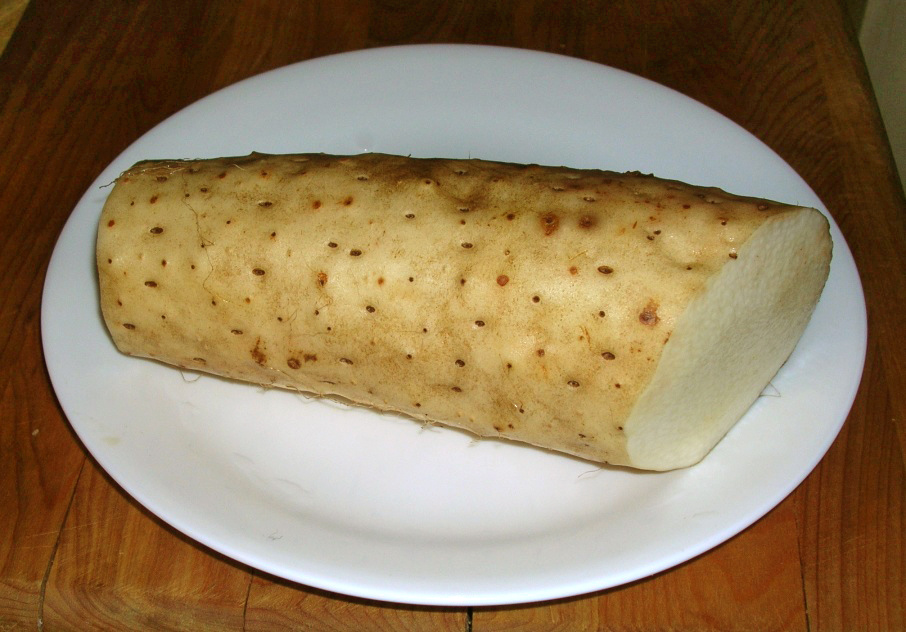
Tubérculo

## Propiedades
Se utiliza en la Medicina tradicional china para el bazo, pulmón y riñón. Se usa para inapetencia, diarrea crónica, leucorrea, tos seca, resuello, orina frecuente, enuresis nocturna, impotencia, infertilidad y espermatorrea.

## Usos
Dioscorea oppositifolia es una excepción entre los ñames a la regla de que pueden ser tóxicos si no se cocinan. En la cocina japonesa,  se come cruda y rallada, después de un mínimo de preparación: el tubérculo es marinado brevemente en una mezcla de vinagre y agua para neutralizar los cristales de oxalato irritantes que se pueden encontrar en la piel. Es un almidón vegetal blando, un mucílago que cuando se ralla  se puede comer como guarnición o añadidos a los fideos.

## Taxonomía
Dioscorea oppositifolia fue descrita por Carlos Linneo y publicado en Species Plantarum 2: 1033–1034. 1753.
Sinonimia
- Dioscorea opposita Thunb.[6]